# Pięta achillesowa

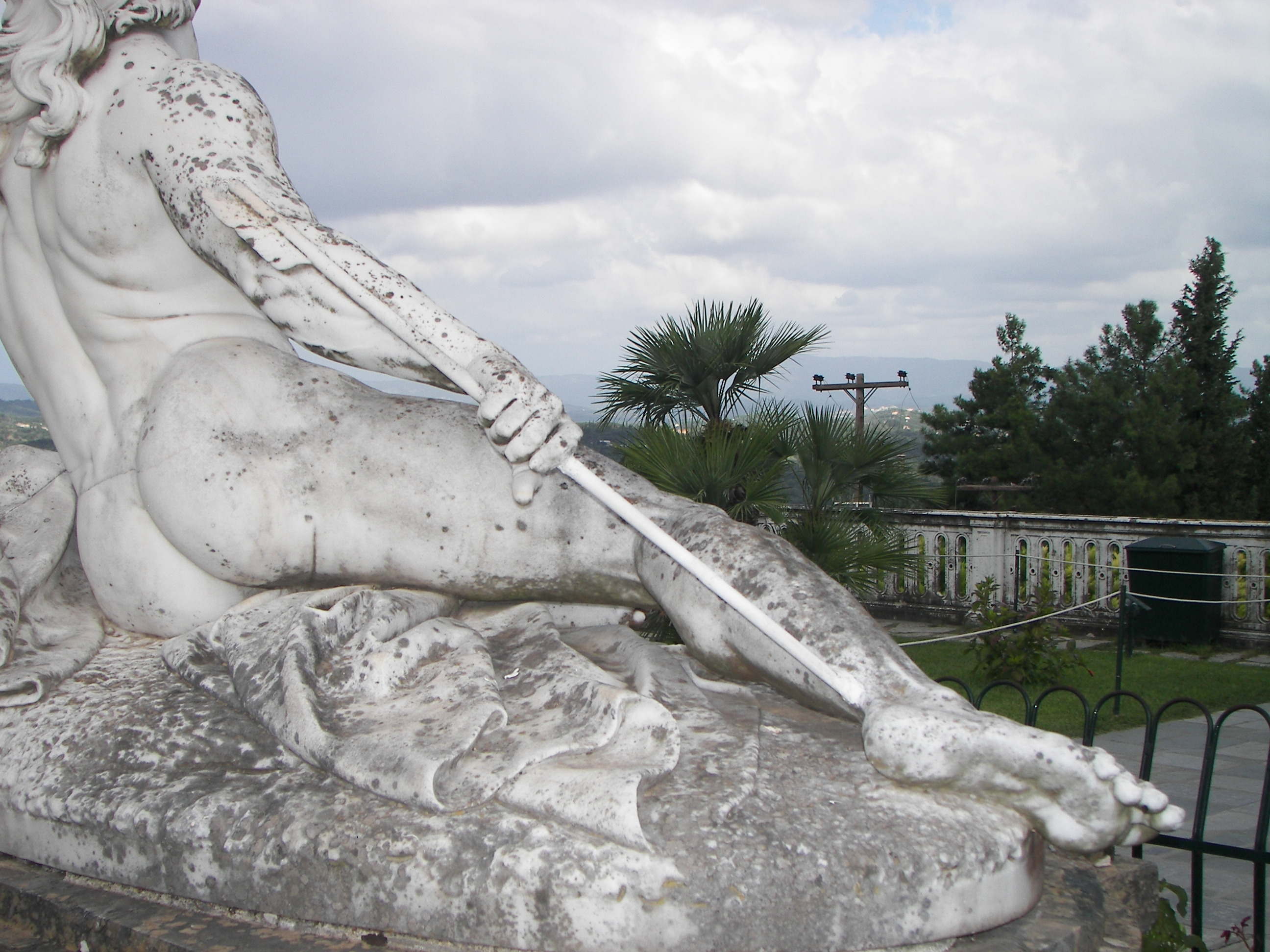
Achilleas Thniskon (Umierający Achilles – posąg w Achillionie na Korfu.

Pięta achillesowa, pięta Achillesa – wywodzący się z mitologii greckiej związek frazeologiczny oznaczający słaby punkt kogoś lub czegoś.
Achilles jako dziecko został zanurzony przez matkę, boginkę morską nereidę Tetydę, w wodach Styksu. Ciało jego miało być dzięki temu uodpornione na wszelkie ciosy. Jedynie pięta, za którą trzymała go matka w czasie kąpieli, była później jego najsłabszym punktem. Według jednej z wersji mitu Achilles zginął podczas wojny trojańskiej ugodzony w piętę zatrutą strzałą Parysa.